# Gobierno de Luis Alberto Lacalle
El gobierno de Luis Alberto Lacalle de Herrera comenzó a partir de su asunción e investidura como presidente de la República el 1° de marzo de 1990 tras su victoria en las elecciones generales de 1989.
El segundo quinquenio de la restaurada democracia uruguaya constituyó la vuelta del Partido Nacional al gobierno desde el "Segundo colegiado blanco" (1963-1967) y el primer presidente blanco electo desde Bernardo Prudencio Berro (1860-1864) en el siglo XIX.
Para poder subsanar la mayoría simple que había conseguido el Partido Nacional en el Parlamento tras las elecciones se negoció un gobierno denominado de "Coincidencia Nacional" con el Partido Colorado. Pero la agenda económica del gobierno de Lacalle, en sintonía con el programa del Consenso de Washington, obtuvo fuerte contestación sindical y social y fue desmembrando a la "coincidencia", lo que le valió al gobierno no poder aprobar importantes puntos de su programa como la reforma de la seguridad social o la totalidad de la de empresas públicas.
La presidencia de Lacalle llevó adelante sus políticas con dos ejes principales: la estabilización de la economía y la modernización del Estado, esta última entendida por el gobierno como un proceso de liberalización económica y privatización.

## Antecedentes
Luis Alberto Lacalle de Herrera, hijo del escritor Carlos Lacalle y María Hortensia de Herrera. Era el nieto por vía matera del histórico caudillo nacionalista Luis Alberto de Herrera. Este comienza su carrera política en su adolescencia acompañando a su abuelo. Tras una larga trayectoria política y ser desproscripto por la dictadura en 1981, apoya la candidatura presidencial de Alberto Zumarán en las elecciones de 1984 y en esos comicios es electo senador junto al regreso de la democracia.
En esa legislatura, Lacalle comienza a ganar relevancia al ser electo en 1987 como vicepresidente del Senado y al adquirir un rol protagónico en la discusión nacional previa a la aprobación de la Ley de Caducidad, en diciembre de 1986.
La muerte del caudillo Wilson Ferreira Aldunate en marzo de 1988 dejó un vacío de poder dentro del Partido Nacional que propició la intención de candidatearse de Lacalle, que finalmente inscribió en julio de 1988 su candidatura para las elecciones presidenciales del 26 de noviembre de 1989.
Debido a la vigente ley de lemas, dentro del Partido Nacional, además de Lacalle, se candidatearon simultáneamente el senador contrario a la Ley de Caducidad y conductor del Movimiento Nacional de Rocha, Carlos Julio Pereyra, y el excandidato blanco de las elecciones de 1984, Alberto Zumarán.El compañero de fórmula de Lacalle fue Gonzalo Aguirre Ramírez, líder del Movimiento Renovación y Victoria.
Los comicios de 1989 dieron como ganador al Partido Nacional con 765.990 votos (el 37,25%) y como candidato más votado dentro del lema a la fórmula Lacalle-Aguirre con 444.839 votos (el 21,63%).
La victoria de Lacalle se vio propiciada por los duros golpes que había recibido el oficialismo durante la campaña. El Partido Colorado había salido malherido después de la pugna entre Jorge Batlle y Julio María Sanguinetti y las consecuentes elecciones internas del batllismo. Además, junto a las elecciones generales se llevó a cabo un plebiscito que pretendía reformar la Constitución para asegurar un aumento en las jubilaciones. El candidato colorado y liberal, Jorge Batlle, se opuso a la reforma, mientras que Lacalle, a pesar de tener una orientación similar, la apoyó. Dicho plebiscito resultó aprobado con un amplio margen de 72,5% de apoyo popular, y así, el artículo 67 de la Constitución de la República resultó modificado.
Otro motivo de la victoria de Lacalle fue el impopular eje de campaña de Batlle de vender el oro de las reservas nacionales. Lo que de todas formas el gobierno de Lacalle llevó a cabo mediante el denominado Plan Oro I, en el que convirtió parte de las reservas de oro en divisa.
El programa de gobierno de Lacalle publicado en septiembre de 1989 con el título "La Respuesta Nacional" estaba compuesto por unas 80 promesas a lo largo de unas escuetas 16 páginas; fue elaborado por los grupos técnicos del think tank Instituto Manuel Oribe. Cuando los medios de comunicación interrogaban a Lacalle sobre la brevedad de su programa, el candidato presidencial respondía con una frase que logró inmortalizar: “Hay que ser corto en el prometer, para ser largo en el cumplir”.
Según lo que remarcaba el programa de gobierno, su aplicación debería “revisar y reformar las actividades industriales y comerciales del Estado”. La idea de reforma incluía “las reformas jurídicas más convenientes: sociedades de economía mixta, empresas privadas y propiedad estatal, concesiones totales o parciales de explotación, pasaje a la óribta privada y posibles desmonopolizaciones”. Lacalle se comprometía a “analizar caso por caso cada una de las empresas públicas” y a impulsar su modificación “por ley constitucional”.

## Asunción
En el primer día de marzo de 1990, Lacalle llegó junto a su Vicepresidente Gonzalo Aguirre al Palacio Legislativo en el automóvil Ford V8 de 1937 que había sido propiedad de su abuelo, el caudillo Luis Alberto de Herrera. El mismo automóvil fue posteriormente usado en la asunción como Presidente de su hijo, Luis Lacalle Pou.
En el Palacio Legislativo dio su discurso ante la Asamblea General y juró como Presidente de la República a los 48 años. Posteriormente, recibió la banda presidencial de manos de su predecesor, el presidente saliente Julio María Sanguinetti.

"Antes del comicio lo proclamamos; conocido su resultado, lo intentamos; hoy, ante ustedes, lo consagramos; hay en el paisaje político nacional una mayoría parlamentaria acordada entre el Partido Nacional y el Partido Colorado que respaldará un plan legislativo innovador, moderno y transformador; una coincidencia de grandes fuerzas políticas que manteniendo su identidad y su perfil, sienten que es la hora de conjunción nacional, de augural y fructífera concordancia" (Fragmento del discurso ante la Asamblea General al asumir).

## Gabinete
Luego de las elecciones, Lacalle era consciente de que no era posible gobernar con la mayoría simple que había conseguido el Partido Nacional en el Parlamento (39 escaños en la Cámara de Representantes y 12 en la Cámara de Senadores). Para subsanar esto Lacalle convocó a formar una "coalición a la europea" con las distintas facciones del Partido Colorado que recibió el nombre de "Coincidencia Nacional".
Lacalle nombró a dos ministros pachequistas, a Augusto Montes de Oca en Industria y mantuvo en su cargo a José Villar Gómez en Turismo; a un ministro sanguinettista (Foro Batllista), Alfredo Solari en Salud Pública y a uno de la Lista 15, Raúl Lago en Vivienda (ministerio que fue creado en el primer año de gobierno de Lacalle).El sector del Partido Colorado Cruzada 94 se autoexcluyó de la coincidencia.
La oposición de este período, el Frente Amplio y el Nuevo Espacio, acusaron a blancos y colorados de pretender institucionalizar el bipartidismo en Uruguay constituyéndose en un bloque cerrado.
Sin embargo, a medida que avanzaba el período de gobierno la coincidencia se fue diluyendo, debido a las visiones contrarias existentes entre los sectores miembros. Por el lado del Partido Colorado, Jorge Batlle cuestionaba el gradualismo y los frenos a la reforma; mientras que Sanguinetti le reclamaba falta de consistencia: "no hablemos más de coincidencia, hablemos simplemente de colaborar con el gobierno", llegó a afirmar el expresidente. Además, dentro del Partido Nacional también hubo disidencias, como los reclamos del Movimiento Nacional de Rocha del senador Carlos Julio Pereyra. Todo esto se tradujo, en un paulatino retiró de ministros del gabinete.
Para febrero de 1991, Lacalle rehízo la coalición gubernamental con los socios restantes: por parte del PN, además del Herrerismo, el MNR de Carlos Julio Pereyra, el movimiento Renovación y Victoria del vicepresidente Aguirre y un ala de Por la Patria; por parte del PC, sólo se mantuvo la Unión Colorada y Batllista, sector del expresidente Pacheco, que mantuvo dos ministerios (Turismo e Industria) hasta mayo de 1994. Pero la Segunda Coincidencia Nacional ya no aportaba la mayoría absoluta parlamentaria.
| Gabinete del gobierno de Luis Alberto Lacalle de Herrera          | Gabinete del gobierno de Luis Alberto Lacalle de Herrera | Gabinete del gobierno de Luis Alberto Lacalle de Herrera | Gabinete del gobierno de Luis Alberto Lacalle de Herrera | Gabinete del gobierno de Luis Alberto Lacalle de Herrera | Gabinete del gobierno de Luis Alberto Lacalle de Herrera |
| Ministerio                                                        | Ministro                                                 | Partido                                                  | Partido                                                  | Período                                                  | Subsecretario |
| ----------------------------------------------------------------- | -------------------------------------------------------- | -------------------------------------------------------- | -------------------------------------------------------- | -------------------------------------------------------- | --- |
| Ministerio de Defensa Nacional                                    | Mariano Brito                                            |                                                          | Nacional                                                 | 1 de marzo de 1990-18 de agosto de 1993                  | Carlos Delpiazzo (1 de marzo de 1990-10 de junio de 1991) Ignacio Risso Abadie (13 de junio de 1991-10 de septiembre de 1992) José María Barbé Delacroix (10 de septiembre de 1992-18 de marzo de 1993) Rodolfo González Rissotto (20 de abril de 1993-18 de agosto de 1993) |
| Ministerio de Defensa Nacional                                    | Daniel Hugo Martins                                      |                                                          | Nacional                                                 | 18 de agosto de 1993-15 de febrero de 1995               | Rodolfo González Rissotto |
| Ministerio de Defensa Nacional                                    | Rodolfo González Rissotto                                |                                                          | Nacional                                                 | 15 de febrero de 1995-1 de marzo de 1995                 | |
| Ministerio de Economía y Finanzas                                 | Enrique Braga                                            |                                                          | Nacional                                                 | 1 de marzo de 1990-10 de febrero de 1992                 | Nicolás Herrera Oreggia (1 de marzo de 1990-12 de marzo de 1991) Javier de Haedo (12 de marzo de 1991-4 de noviembre de 1991) Gustavo Licandro (4 de noviembre de 1991-10 de febrero de 1992)                                                                                |
| Ministerio de Economía y Finanzas                                 | Ignacio de Posadas                                       |                                                          | Nacional                                                 | 10 de febrero de 1992-15 de febrero de 1995              | Gustavo Licandro |
| Ministerio de Economía y Finanzas                                 | Daniel Hugo Martins                                      |                                                          | Nacional                                                 | 15 de febrero de 1995-1 de marzo de 1995                 | Jorge Campomar |
| Ministerio de Educación y Cultura                                 | Guillermo García Costa                                   |                                                          | Nacional                                                 | 1 de marzo de 1990-12 de agosto de 1992                  | Carlos Rodríguez Labruna |
| Ministerio de Educación y Cultura                                 | Antonio Mercader                                         |                                                          | Nacional                                                 | 12 de agosto de 1992-1 de marzo de 1995                  | Pablo Landoni |
| Ministerio de Ganadería, Agricultura y Pesca                      | Álvaro Ramos                                             |                                                          | Nacional                                                 | 1 de marzo de 1990-1 de febrero de 1993                  | Gustavo Ferrés (1 de marzo de 1990-9 de diciembre de 1991) Pedro Saravia Fratti (9 de diciembre de 1991-1 de febrero de 1993) |
| Ministerio de Ganadería, Agricultura y Pesca                      | Pedro Saravia Fratti                                     |                                                          | Nacional                                                 | 15 de marzo de 1993-2 de septiembre de 1994              | Gonzalo Cibils |
| Ministerio de Ganadería, Agricultura y Pesca                      | Gonzalo Cibils                                           |                                                          | Nacional                                                 | 2 de septiembre de 1994-1 de marzo de 1995               | Julio Gavarone |
| Ministerio de Industria y Energía/Industria, Energía y Minería    | Augusto Montesdeoca                                      |                                                          | Colorado                                                 | 1 de marzo de 1990-10 de febrero de 1992                 | Gustavo Cersósimo |
| Ministerio de Industria y Energía/Industria, Energía y Minería    | Eduardo Ache                                             |                                                          | Colorado                                                 | 10 de febrero de 1992-6 de mayo de 1994                  | Gustavo Cersósimo |
| Ministerio de Industria y Energía/Industria, Energía y Minería    | Miguel Ángel Galán                                       |                                                          | Nacional                                                 | 6 de mayo de 1994-1 de marzo de 1995                     | Santiago Urioste |
| Ministerio del Interior                                           | Juan Andrés Ramírez                                      |                                                          | Nacional                                                 | 1 de marzo de 1990-10 de noviembre de 1993               | Carlos Moreira |
| Ministerio del Interior                                           | Raúl Iturria                                             |                                                          | Nacional                                                 | 10 de noviembre de 1993-17 de mayo de 1994               | Juan Luis Storace (10 de noviembre de 1993-10 de mayo de 1994) Ignacio Risso Abadie (10 de mayo de 1994-17 de mayo de 1994) |
| Ministerio del Interior                                           | Ángel María Gianola                                      |                                                          | Nacional                                                 | 17 de mayo de 1994-1 de marzo de 1995                    | Ignacio Risso Abadie |
| Ministerio de Relaciones Exteriores                               | Héctor Gros Espiell                                      |                                                          | Nacional                                                 | 1 de marzo de 1990-4 de enero de 1993                    | Eduardo Mezzera |
| Ministerio de Relaciones Exteriores                               | Sergio Abreu                                             |                                                          | Nacional                                                 | 4 de enero de 1993-1 de marzo de 1995                    | José María Gamio |
| Ministerio de Salud Pública                                       | Alfredo Solari                                           |                                                          | Colorado                                                 | 1 de marzo de 1990-24 de mayo de 1991                    | Julio César Maglione |
| Ministerio de Salud Pública                                       | Carlos Delpiazzo                                         |                                                          | Nacional                                                 | 10 de junio de 1991-12 de agosto de 1992                 | Julio César Leivas |
| Ministerio de Salud Pública                                       | Guillermo García Costa                                   |                                                          | Nacional                                                 | 12 de agosto de 1992-1 de marzo de 1995                  | Odel Abisab |
| Ministerio de Trabajo y Seguridad Social                          | Carlos Cat                                               |                                                          | Nacional                                                 | 1 de marzo de 1990-27 de agosto de 1991                  | Álvaro Carbone (1 de marzo de 1990-27 de junio de 1991) Ricardo Reilly Salaverri (27 de junio de 1991-27 de agosto de 1991) |
| Ministerio de Trabajo y Seguridad Social                          | Álvaro Carbone                                           |                                                          | Nacional                                                 | 27 de agosto de 1991-1 de septiembre de 1993             | Ricardo Reilly Salaverri |
| Ministerio de Trabajo y Seguridad Social                          | Ricardo Reilly Salaverri                                 |                                                          | Nacional                                                 | 1 de septiembre de 1993-1 de marzo de 1995               | Gonzalo Irrazábal |
| Ministerio de Transporte y Obras Públicas                         | Wilson Elso Goñi                                         |                                                          | Nacional                                                 | 1 de marzo de 1990-12 de marzo de 1993                   | Conrado Serrentino (1 de marzo de 1990-12 de marzo de 1991) Ricardo Gorosito (12 de marzo de 1991-12 de marzo de 1993) |
| Ministerio de Transporte y Obras Públicas                         | Juan Carlos Raffo                                        |                                                          | Nacional                                                 | 12 de marzo de 1993-20 de junio de 1994                  | José María Barbé Delacroix |
| Ministerio de Transporte y Obras Públicas                         | José Luis Ovalle                                         |                                                          | Nacional                                                 | 20 de junio de 1994-1 de marzo de 1995                   | José María Barbé Delacroix |
| Ministerio de Turismo                                             | José Villar Gómez                                        |                                                          | Colorado                                                 | 1 de marzo de 1990-6 de mayo de 1994                     | Amadeo Ottati (1 de marzo de 1990-2 de marzo de 1993) Jorge Azar Gómez (2 de marzo de 1993-8 de noviembre de 1993) Jorge Borad Arriera (8 de noviembre de 1993-6 de mayo de 1994)                                                                                            |
| Ministerio de Turismo                                             | Mario Amestoy                                            |                                                          | Nacional                                                 | 6 de mayo de 1994-1 de marzo de 1995                     | Daniel Cambón |
| Ministerio de Vivienda, Ordenamiento Territorial y Medio Ambiente | Raúl Lago                                                |                                                          | Colorado                                                 | 30 de mayo de 1990-10 de febrero de 1992                 | Walter Graiño |
| Ministerio de Vivienda, Ordenamiento Territorial y Medio Ambiente | José María Mieres Muró                                   |                                                          | Nacional                                                 | 18 de febrero de 1992-30 de diciembre de 1992            | Julio César Baliño |
| Ministerio de Vivienda, Ordenamiento Territorial y Medio Ambiente | Manuel Antonio Romay                                     |                                                          | Nacional                                                 | 4 de enero de 1993-1 de marzo de 1995                    | Julio César Baliño |
| Secretaría/Oficina                                                | Titular                                                  | Partido                                                  | Partido                                                  | Período                                                  | Prosecretario/Subdirector |
| Secretaría de Presidencia de la República                         | Pablo García Pintos                                      |                                                          | Nacional                                                 | 1 de marzo de 1990-1 de marzo de 1995                    | Augusto Durán Martínez |
| Oficina de Planeamiento y Presupuesto                             | Conrado Hughes                                           |                                                          | Nacional                                                 | 1 de marzo de 1990-26 de agosto de 1991                  | Rosario Medero (9 de mayo de 1990-13 de agosto de 1990) Washington Abdala (13 de agosto de 1990-18 de junio de 1991) Ana María Acosta y Lara (15 de julio de 1991-26 de agosto de 1991)                                                                                      |
| Oficina de Planeamiento y Presupuesto                             | Carlos Cat                                               |                                                          | Nacional                                                 | 27 de agosto de 1991-18 de octubre de 1993               | Ana María Acosta y Lara |
| Oficina de Planeamiento y Presupuesto                             | Javier de Haedo                                          |                                                          | Nacional                                                 | 18 de octubre de 1993-1 de marzo de 1995                 | Ana María Acosta y Lara (18 de octubre de 1993-20 de junio de 1994) Casilda Echevarría (20 de junio de 1994-1 de marzo de 1995) |

## Política nacional

### Ley de Ajuste Fiscal de 1990
Nada más asumir, el gobierno de Lacalle buscaría promulgar un ajuste fiscal que equilibrara las cuentas públicas, ayudara a reducir la inflación y evitar la evasión de formas más efectiva y, procurara financiar la reforma jubilatoria plebiscitada en las elecciones. El 6 de marzo de 1990 el presidente Lacalle remitió al Poder Legislativo el proyecto de Ley de Ajuste Fiscal, promulgada tras múltiples sesiones el 31 de marzo de ese año, gracias a la celeridad y cooperación legislativa de la "Coincidencia Nacional" que no volvería a ser vista en el resto de este período de gobierno.
La Ley de Ajuste Fiscal (Ley N.º 16.107) fue aprobada después de una maratónica sesión en la Cámara de Representantes por nueve votos (40 a 31) y luego aprobada en el Senado. Los votos favorables a la iniciativa gubernamental fueron dados por el Partido Nacional y los sectores colorados Foro Batllista y Lista 15; en contra se pronunció el Frente Amplio, Nuevo Espacio y legisladores de la Cruzada 94.
El ministro de Economía, el contador Enrique Braga, argumentó que el ajuste buscaba aumentar los ingresos, reducir los gastos y combatir la inflación hasta llevarla a niveles razonables. Pero el ajuste se hizo más por lado de la recaudación que por el gasto, recibiendo cuestionamientos desde las mismas filas nacionalistas por el nuevo paquete impositivo, como por el Movimiento Nacional de Rocha, dirigido por el senador Carlos Julio Pereyra
La Ley de Ajuste Fiscal significó:
- Un aumento de la tasa del IVA del 21% al 22%,
- Un aumento del impuesto a las retribuciones personales y a jubilaciones y pensiones de acuerdo a la siguiente escala:
  - A) 3,5% (tres y medio por ciento), quienes perciban hasta tres salarios mínimos nacionales mensuales.
  - B) 5,5% (cinco y medio por ciento), quienes perciban más de tres y hasta seis salarios mínimos nacionales mensuales.
  - C) 7,5% (siete y medio por ciento), quienes perciban más de seis salarios mínimos
- La creación del Impuesto a las Trasmisiones Patrimoniales,
- Un incremento de un 3,5% en el aporte patronal al Banco de Previsión Social,
- Un aumento al 40% de la tasa del Impuesto a las Rentas de la Industria y Comercio (IRIC), del Impuesto a las Actividades Agropecuarias (IMAGRO) y del Impuesto a las Rentas Agropecuarias (IRA).

Entre otras medidas como fijar los incrementos salariales según inflación proyectada o "futura", y no por inflación pasada, como parte de un plan para desmontar la rueda de la indexación de toda la economía, que mantenía la pelota en alto; exoneraciones del pago de impuestos a las trasmisiones patrimoniales; no gravar con impuestos las rescisiones de promesas de enajenación de bienes inmuebles y de cesiones de dichas promesas, etc.

### Reforma a las empresas públicas
Aprobada la Ley de Ajuste Fiscal, el gobierno centró su atención en otro punto de su programa: la reforma de las empresas públicas.
El 13 se septiembre de 1990 el gobierno envía al Parlamento un proyecto de “Ley de modificaciones del régimen de empresas públicas del dominio industrial y comercial del Estado”. El original proyecto de ley suprimía varios monopolios estatales (como los de seguros y la fabricación de alcoholes) y autorizaba a varios organismos (como Antel, Pluna y la Administración Nacional de Puertos) a asociarse con privados. También incluía la liquidación de ILPE (Industrias Loberas y Pesqueras del Estado), el organismo estatal dedicado a la pesca. Es discutido varios meses en la Cámara de Representantes, pero finalmente el 23 de mayo de 1991 es aprobado y pasa a la Cámara de Senadores.
Durante su lento trámite en la Comisión del Senado se resolvió quitar del proyecto la reforma del Puerto y de los servicios de Estiba (cargas portuarias) por entender que estos temas merecían leyes propia. En tanto, se agregaron algunos artículos sobre el destino del dinero obtenido en los procesos de privatización futuros y establecimiento de sociedades anónimas mixtas para los acuerdos comerciales que celebren los entes con empresas privadas. En el mes de mayo de 1991, cuando el proyecto de ley estaba en la Comisión, el Frente Amplio hizo pública su propuesta de poner en práctica el mecanismo de referéndum en caso de que la iniciativa fuera aprobada.
Finalmente, el 27 de septiembre es aprobada por el Senado la Ley de Empresas Públicas. El Foro Batllista (Sanguinetti) y la Cruzada 94 (Pablo Millor) no votaron cinco de los artículos, entre los que se encontraba el capítulo que concernía a las telecomunicaciones. Esta ley, numerada como Ley N.° 16211, fue promulgada el 1 de octubre de ese mismo año y publicada el 10 de ese mismo mes.
La ley permitía, además de criterios ya dictaminados, al Poder Ejecutivo vender, sin controlar parlamentario, empresas públicas, previendo que una parte del paquete accionario permaneciera en poder del Estado y otra pudiera ser adquirida por sus propios funcionarios. Así, poco tiempo de ser promulgada, el gobierno comenzó los trabajados para un plan privatizador que permitiera salir de la órbita del Estado empresas como AFE, ILPE y Pluna. Con la vigencia de la ley se concentró la privatización de la Compañía de Gas, que fue vendida al grupo francés Gaseba; se efectuó la liquidación de ILPE; se encaró la privatización del transporte aéreo al interior del país; se otorgó la concesión de servicios de agua potable y saneamiento en zonas de Maldonado; UTE empezó a adquirir electricidad generada por el sector privado, se adjudicó el sistema telefónico celular, se desmonopolizaron los seguros, etc.

#### Referéndum para anular parcialmente la Ley de Empresas Públicas
El 10 de diciembre de 1991 la llamada "Comisión de Defensa y Reforma del Estado" lanzó una campaña para derogar cinco artículos centrales de la ley, contó con el apoyo del PIT-CNT y del Frente Amplio, pero no de manera unánime entre todos los sectores pertenecientes a este último. 
Los cinco artículos cuestionados fueron el 1, 2, 3, 10 y 32. El artículo 1 disponía que el Poder Ejecutivo podía conceder u otorgar permisos para la ejecución de servicios públicos. Podría serlo asimismo, el Directorio del Ente Autónomo con el visto bueno del Poder Ejecutivo. Fijaba un plazo para esas disposiciones y la Administración se reservaba el derecho a controlar la concesión. El artículo 2 autorizaba de la misma forma a contratar y subcontratar con terceros los mismos permisos, con el voto conforme de cuatro de los cinco Directores o la unanimidad en casos de Directorios de tres miembros, tanto en la Administración Central, los Entes Autónomos y los Servicios Descentralizados. En el artículo 3, la ley establecía la prohibición expresa de que cualquier concesión no podía suprimir monopolios legalmente establecidos en las normas jurídicas vigentes. El artículo 10, permitía específicamente a Antel a asociarse con terceros o constituir una empresa de economía mixta y finalmente, el 32 derogaba artículos de otras leyes que no permitían aplicar el espíritu de toda la ley o el artículo 10 de la presente.
La Corte Electoral informó que el número de habilitados para votar ascendía a 2.359.291 ciudadanos, por lo que para poner en marcha el recurso de referéndum se debían presentar al organismo electoral 11.796 firmas (5% de los habilitados). Luego la Corte convocaría a la ciudadanía para que se expresara si deseaba o no un referéndum: para que hubiera consulta popular por lo menos 589.823 ciudadanos (25% de los habilitados) tenían que votar a favor en un solo día. Si en esa primera instancia ese tope no se alcanzaba, existía una segunda y definitiva consulta posible para habilitar un referéndum.
En 1992, la "Comisión de Defensa y Reforma del Estado" presentó ante la Corte Electoral las firmas que habilitaron la consulta, fijada para el domingo 5 de julio de 1992. El 3 de junio, el mismo presidente Lacalle convoca por cadena de radio y televisión a los ciudadanos favorables a la Ley de Empresas Públicas a votar a favor de permitir el referéndum, con la intención de que el tema se laudara definitivamente. Sin embargo, llegado el 5 de julio solo un 20,6% del total de habilitados (489.067 personas) concurrió a votar. El 18,9% (448.265) apoyó la papeleta blanca por la derogación parcial de la ley y el 0,9% (21.473) respaldó la hoja rosada por la derogación total.
Aún quedaba una segunda instancia para convocar a un referéndum, fijada para el 1 de octubre de 1992. Para muchos analistas parecía muy difícil remontar el porcentaje faltante en la "instancia de revancha", pero resultó que en dicha segunda instancia se superó el mínimo establecido del 25%. Votaron 738.405 personas, el 29.5%. 693.688 sufragios por la hoja blanca, habilitaron la convocatoria al referéndum. Hubo 14.960 votos por la papeleta rosa, 2.424 en blanco, 996 nulos y 26.337 observados.
Los uruguayos se habían pronunciado y habría referéndum para decidir la derogación o no de cinco artículos de la Ley de Empresas Públicas. El referéndum fue fijado por la Corte Electoral a realizarse el 13 de diciembre de 1992, por lo que en ese período de dos meses se enfrascó una campaña en la que, finalmente, el Foro Batllista decidió apoyar el Sí a la derogación el 5 de noviembre. Dentro del Partido Colorado, la lista 15 se mantuvo en contra de la derogación, pero la campaña a favor de Foro Batllista y Cruzada 94 fue crucial junto a la de los sectores sindicales y políticos ya pronunciados.
Finalmente, el domingo 13 de diciembre es votado el referéndum, dando como resultado un aplastante el 71,57% de apoyo a favor de derogar los cinco artículos principales de la Ley de Empresas Públicas (1, 2, 3, 10 y 32), opción que ganó en todos los departamentos y que la Corte Electoral decidió no realizar el proceso de análisis de los votos observados, ya que este no variaría el resultado final de la instancia electoral. Este referéndum, que resultó ser el primer referéndum exitoso en la historia de Uruguay, significó un duro golpe político para el gobierno que se tradujo en dificultades para defender sus políticas y para mantener el equilibrio fiscal.

### Ley de Puertos
El 8 de abril de 1992 se promulga la reforma portuaria con votos del Partido Nacional, Colorado y el Nuevo Espacio. Se oponen los legisladores del Frente Amplio.

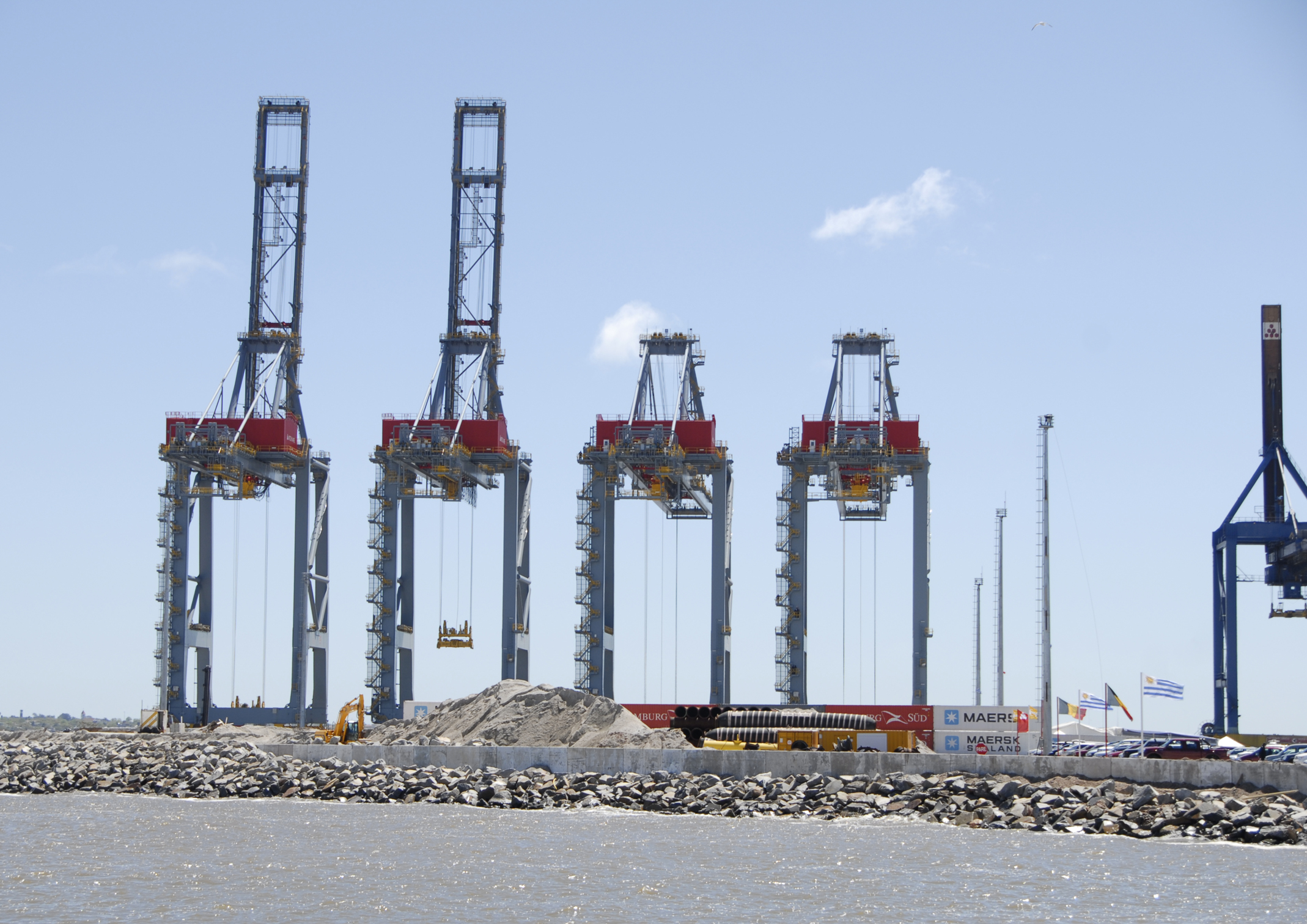
Grúas en el puerto de Montevideo (fotografía de 2009).

La primera Ley de Puertos del país, la Ley Nº 5.648 (del año 1916), le otorgó a la Administración Nacional de Puertos el monopolio de los servicios portuarios, con el objetivo de activar las operaciones y de amortizar la inversión realizada en la terminal portuaria de Montevideo, la principal del país. Hasta el año 1992, la ANP era responsable de la infraestructura portuaria, y prestaba todos los servicios terrestres y marítimos a los buques. La ANP brindaba a las empresas navieras los servicios terrestres a la mercadería a través de su sector Oficina de Personal Obrero. En tanto, la Administración Nacional de los Servicios de Estiba (ANSE) proveía la mano de obra de estibaje para trabajar a bordo, contratados por las agencias marítimas en representación de los armadores.
Esto hasta la Ley 16.246, conocida como Ley de Puertos, que creó la figura del "operador portuario" abriendo los puertos uruguayos a la inversión privada y a la llegada de nuevas tecnologías en materia de operaciones de cargas y descargas de contenedores. Esto desplazó el modelo imperante hasta el momento en el puerto de infraestructuras públicas con operativas públicas, por otro régimen de infraestructuras públicas con operativas privadas (conocido como Landlord Port).Además, la norma determinó que no se exigieran autorizaciones ni trámites formales y que las actividades que se cumplan en dicho puerto no implicarían modificaciones de la naturaleza de las mercaderías.
También definió a la ANP como un servicio descentralizado con dominio comercial e industrial, en coordinación con el Ministerio de Transporte y Obras Públicas.

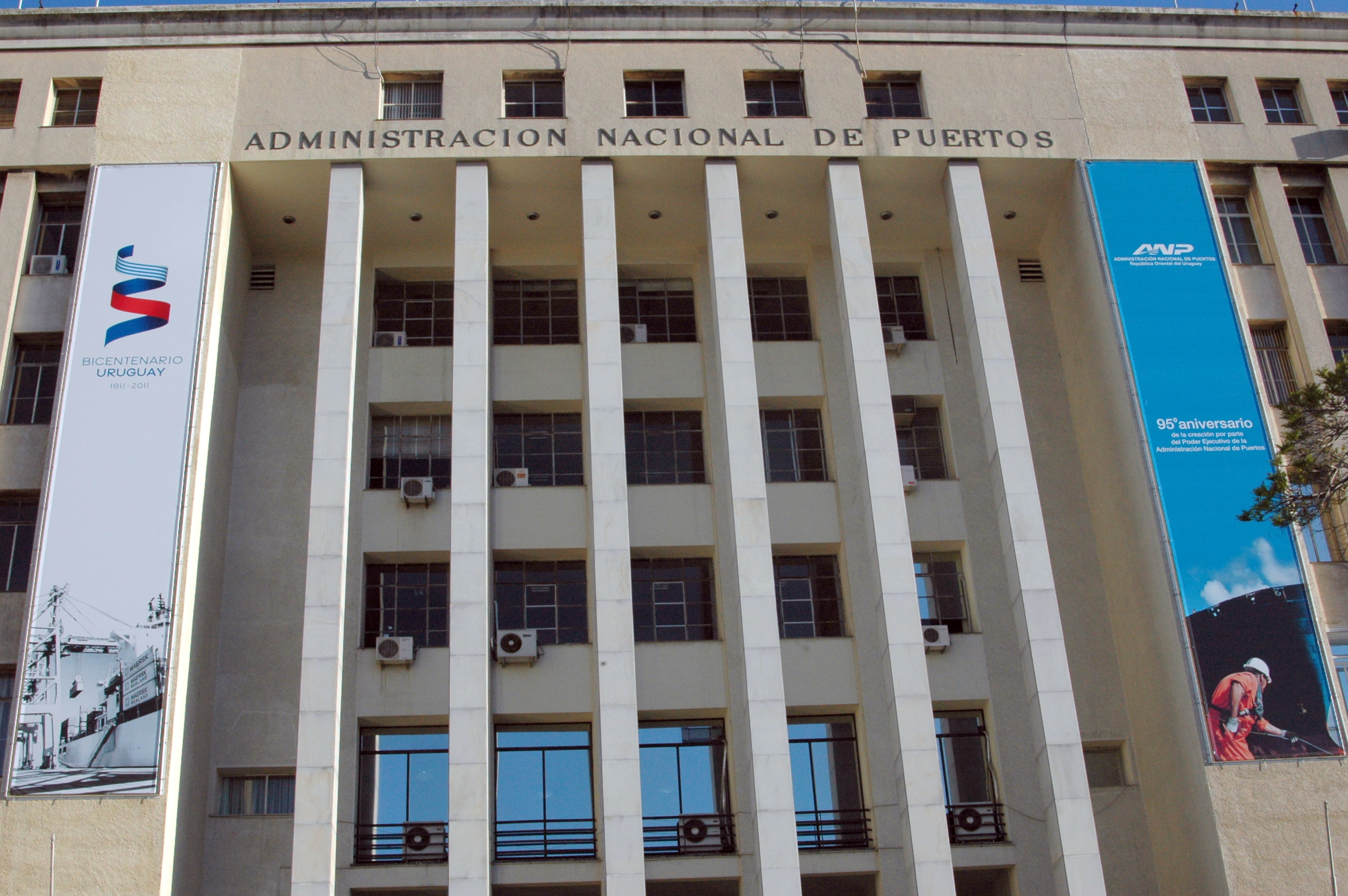
Edificio de la Administración Nacional de Puertos de Uruguay (fotografía de 2011).

La Ley de Puertos implicó dos cambios fundamentales. Por un lado, generó un marco de libre competencia y libre concurrencia para la actividad portuaria, abriendo la vía a una mayor participación del sector privado en las operaciones portuarias. Por otra parte, creó el Régimen de Puerto libre, un régimen de enclave aduanero en el que existe libre circulación de mercaderías, sin necesidad de autorizaciones y trámites formales. Mediante esta norma se autorizó el otorgamiento de concesiones, permisos y autorizaciones para la explotación de los servicios portuarios, marítimos y terrestres.
La Ley 16.246, conocida como Ley de Puertos, permitió tener puertos más eficientes, dinámicos, competitivos e integrados a las rutas marítimas del comercio internacional y marcó un antes y un después en la actividad portuaria nacional.El tiempo medio de estados de los buques del puerto de Montevideo pasó de 78 horas a 34 horas y la reducción tarifaría alcanzó al 26% en materia de importación y a un 33% en cuanto al trasbordo y tránsito.

### Ley de Estiba
En 1983 se crea la Administración Nacional de los Servicios de la Estiba. Dicha ley y organismo fueron derogados por el artículo 33 de la Ley N.º 17.243 del año 2000.

### Ministerio de Vivienda, Ordenamiento Territorial y Medio Ambiente
El 8 de junio de 1990 fue publicada en el Diario Oficial la Ley N° 16112, promulgada el 30 de mayo del mismo año, la cual determinó la creación del Ministerio de Vivienda, Ordenamiento Territorial y Medio Ambiente, así como también sus competencias.

### Turismo
El decreto n.º 681/991 del 31 de enero de 1991 que declaró de interés nacional la actividad de inversión en categoría de Complejos Turísticos, y estableciéndose exoneraciones impositivas.

### Infraestructura

#### Terminal y Centro comercial de Tres Cruces

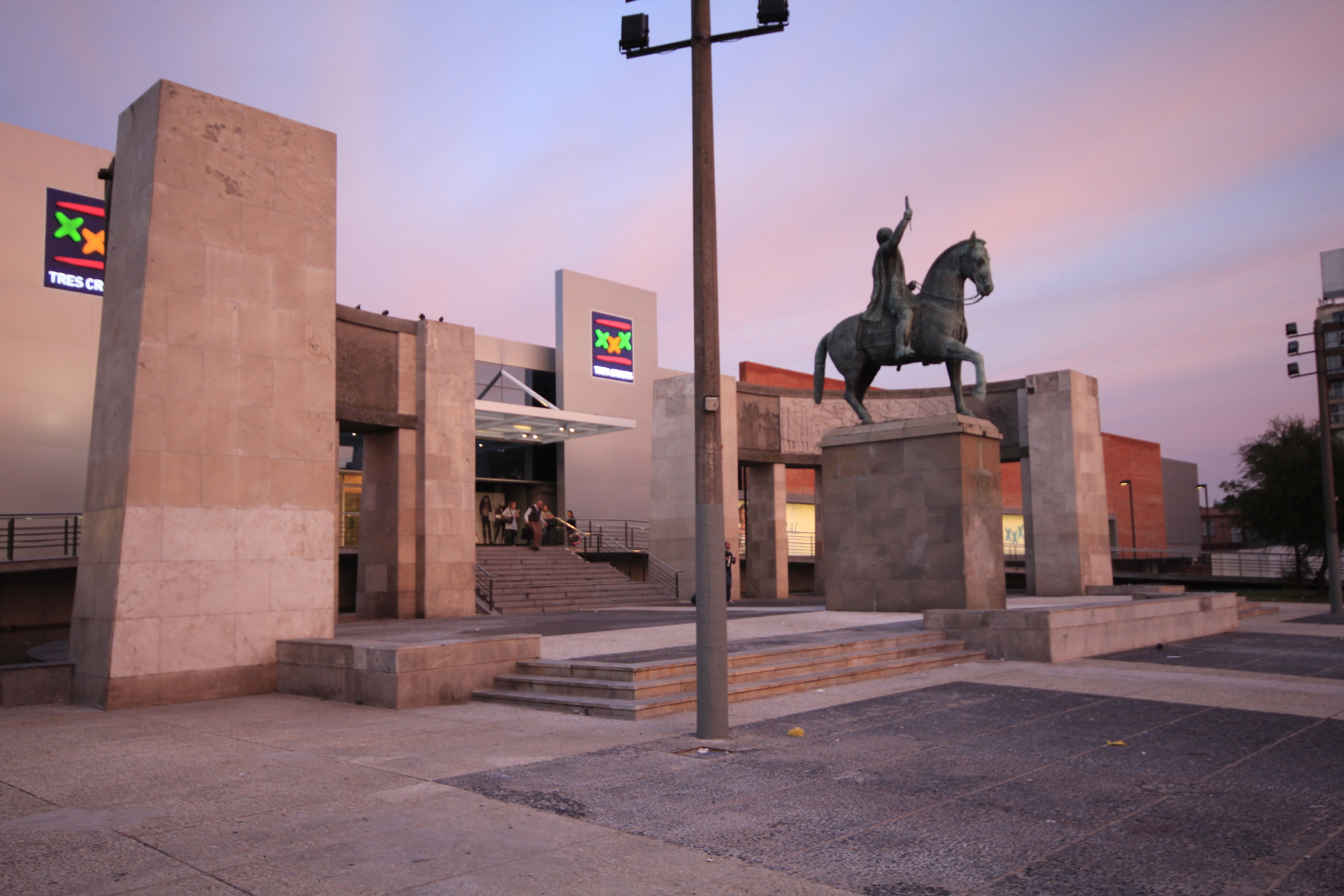
Entrada al Shopping de Tres Cruces.

El proyecto de construir una terminal de ómnibus moderna y central surgió de las propias empresas transportistas a finales de la década de 1980 con el propósito principal de satisfacer las necesidades del transporte carretero y a sus usuarios en materia de infraestructura y servicios. En 1989, el Gobierno Nacional bajo la administración del presidente Sanguinetti y a través del Ministerio de Transporte y Obras Públicas llamó a la Licitación N.º 32/89, titulada “Concesión de la Terminal de Ómnibus” para transporte internacional, nacional de corta, mediana y larga distancia y turismo.
Durante el gobierno de Lacalle, el 20 de julio de 1990 se otorga a Gralado S.A. la mencionada concesión y el 11 de julio de 1991 se firmó el contrato que regiría las relaciones entre el Ministerio de Transporte y Obras Públicas y Gralado S.A., estableciéndose en él las condiciones en las que se realizarían las obras y efectuaría la explotación. La construcción fue ejecutada en terrenos de propiedad del Estado uruguayo en el barrio de Tres Cruces e inaugurada el 17 de noviembre de 1994.
Resultó en el funcionamiento de una nueva y moderna terminal de ómnibus, la Terminal Tres Cruces, y su shopping center, el Shopping de Tres Cruces, el segundo del país.

## Economía
En el área económica, el gobierno del Dr. Luis Alberto Lacalle del Partido Nacional adhirió a las ideas liberales del Consenso de Washington.
Se sostenía que la disciplina fiscal y monetaria, aunada a la liberalización, desregulación, apertura externa y privatización de las economías de la región, eran los instrumentos apropiados para lograr simultáneamente la estabilidad y el crecimiento económico.

### Condiciones iniciales
En el punto de partida del gobierno, en la economía del Uruguay existían desequilibrios macroeconómicos de entidad, aunque menores que los que enfrentó el anterior gobierno al comenzar su gestión después de la dictadura.
Entre ellos sobresalían: 
- La inflación, que se había acelerado marcadamente en el año electoral (1984), y aun más durante el período de transición, de modo que al momento de asumir el nuevo gobierno rondaba los tres dígitos,
- El déficit fiscal, que había crecido fuertemente en 1989, y se proyectaba al alza en 1990.

Asimismo, la reforma jubilatoria aprobada con la modificación constitucional plebiscitada en las elecciones de 1989, determinaba nuevas y mayores dificultades fiscales.  
La existencia de esos desequilibrios impulsó al gobierno a adoptar el paquete de ajuste fiscal (Ley N.º 16.107) que se aplicó a partir de abril de 1990.En estas condiciones, se estimó que en el primer año de aplicación de la reforma jubilatoria el ya elevado déficit fiscal se incrementaría aproximadamente 1,5% del PBI.

### Marco internacional y regional
La influencia internacional y regional fue predominantemente favorable durante el período 1990-1994, especialmente por lo que hace a la evolución de las variables financieras internacionales y al impacto beneficioso de la economía argentina que en esos años creció aceleradamente. En contraste, durante la mayor parte del período los precios internacionales de las materias primas no petroleras se mantuvieron en niveles relativamente bajos. 

#### Internacional
En lo que hace a la influencia internacional sobre la economía uruguaya pueden distinguirse tres momentos dentro del período 1990-1994: 
1. 1990: caracterizado por el impacto negativo resultante de la pronunciada elevación del precio del petróleo derivada de la guerra del Golfo Pérsico.
2. 1991-1993: signado por favorables condiciones financieras (pronunciada reducción de las tasas de interés internacionales, progresiva superación de la problemática de la deuda externa en el marco del Plan Brady y fuerte afluencia de capitales a la región) y desfavorables condiciones comerciales (debilitamiento de los precios internacionales de las materias primas en un contexto de reducción del dinamismo de las economías industriales).
3. 1994: definido por el alza de las tasas de interés y la mejora de los precios internacionales de los productos primarios (especialmente los de los bienes de origen agropecuario). En ese comportamiento de los precios incidieron la recuperación de las economías industriales y la finalización de las negociaciones de la Ronda Uruguay del GATT.

#### Regional
La influencia regional fue predominantemente positiva a lo largo de todo el período, particularmente por lo que hace al impacto de la economía argentina. 
En Argentina la aplicación del Plan de Convertibilidad determinó una fuerte expansión de la economía y una pronunciada apreciación de la moneda de ese país, que mejoró la competitividad bilateral de Uruguay.Observándose un fuerte aumento de las exportaciones de bienes hacia la Argentina, un pronunciado incremento del número de turistas argentinos que visitaron Uruguay, un sensible aumento de la inversión de los argentinos en la construcción residencial en Punta del Este y un saldo favorable en el comercio no registrado o de frontera con Argentina.
Por el lado de la influencia brasilera, en este período no fue beneficiosa, porque la economía brasileña alternó lapsos de recesión con momentos de crecimiento, en el marco de una elevada inflación y de fuertes tensiones políticas (fracaso de los planes de estabilización Collor I y II en 1990 y 1991, respectivamente, y el juicio político y ulterior desplazamiento del presidente Collor de Mello, acusado de actos de corrupción, en octubre de 1992). Sin embargo, la virtual unificación del mercado de cambios brasileño operada a partir de 1990 determinó una sensible mejora de la competitividad en frontera, que operó favorablemente sobre la economía uruguaya durante todo este período.
En 1994 cuando el impacto favorable de la economía argentina tendía a agotarse, en la medida en que el crecimiento de esa economía daba muestras de desaceleración, la implementación del Plan Real en Brasil determinó un vuelco beneficioso de la influencia brasileña. En 1994 el PBI de Brasil creció 5,6% y los precios relativos bilaterales Brasil-Uruguay y Brasil-Argentina evolucionaron favorablemente para los países del Plata, al apreciarse fuertemente la moneda brasileña.

### Política económica
El gobierno de Lacalle otorgó prioridad desde el inicio de su gestión a la reducción del desequilibrio fiscal y de la inflación. Su política económica, destinada a paliar estos vicios, experimentó dos dos etapas diferenciadas: 
1. La primera (1990), signada por la aplicación de un ajuste fiscal exitoso y un plan de estabilización fallido
2. La segunda (1991-1994), caracterizada por la aplicación de un plan de estabilización gradualista con "ancla cambiaria", que logró reducir la inflación en un contexto de expansión de la economía.

Al comienzo de su mandato el nuevo gobierno presentó al Parlamento un ambicioso paquete de ajuste fiscal que fue rápidamente aprobado y entró en vigencia en abril de 1990. En marcha el ajuste fiscal, en junio se implementó un plan de estabilización de precios. El mismo se apoyó en una política monetaria y fiscal restrictiva, y contó con el auxilio de una política de administración de ciertos precios clave destinada a actuar sobre las expectativas. Pero el plan de estabilización fracasó y la inflación se aceleró y alcanzó los tres dígitos (en el mes de junio la inflación fue 9,6%, cuando se había previsto que la misma fuera 15% en el cuatrimestre junio-septiembre) lo que afectó negativamente la credibilidad en la política en ejecución.
El nuevo plan de estabilización, diseñado en diciembre de 1990 y aplicado en 1998, fue diseñado como una política alternativa ante el fracaso del primer intento antiinflacionario. Se trató de un plan de estabilización gradualista, basado en la administración del tipo de cambio, que estableció una banda de fluctuación dentro de la cual el tipo de cambio podía flotar "libremente"; además se fijó el ritmo de deslizamiento mensual de esa banda.
Este plan (de "ancla cambiaria") se apoyaba en la idea de que, asegurado el equilibrio fiscal, la variación de los precios de los bienes transables iba a converger con la tasa de devaluación más la inflación internacional. La creciente apertura externa garantizaría la obtención de esa convergencia, y la misma se extendería luego a los bienes no transables. Con equilibrio fiscal (el déficit fiscal global de 1991 fue cero y en 1992 se alcanzó un mínimo superávit), se confiaba en que el plan de estabilización resultaría creíble y que la inflación podría converger rápidamente con la devaluación prevista en la pauta cambiaria. Sin embargo, la convergencia demoró en producirse (recién se alcanzó en 1996) y ello derivó en la acumulación de una pronunciada inflación en dólares.

#### Política monetaria
Como había sucedido en el primer gobierno de Sanguinetti (administración anterior), la política monetaria fue de carácter predominantemente pasivo, puesto que nuevamente quedó subordinada a la ejecución de la política cambiaria; aunque a diferencia de lo sucedido durante el anterior gobierno, cuando la política cambiaria se orientó a mantener estable el tipo de cambio real, desde 1991 la administración del tipo de cambio procuró reducir la inflación. El plan se apoyaba en la idea de que, asegurado el equilibrio fiscal, la variación de los precios de los bienes transables iba a converger con la tasa de devaluación más la inflación internacional.
El uso de la política monetaria para reducir la inflación a partir de 1991 (pero diseñado a fines de 1990) fue a través del establecimiento de una "banda de fluctuación" (inaugurada en marzo de 1991 y realizada por el Banco Central del Uruguay) dentro de la cual el tipo de cambio podía flotar "libremente". Sin embargo, recién a partir de junio de 1992 se explicitaron los porcentajes en los que se iría desplazando la banda cambiaria y la amplitud de la misma.

#### Política fiscal
La política fiscal estuvo marcada por el ajuste fiscal de 1990.  
Dicho ajuste procuró obtener recursos por un monto de 5,4% del PBI. Ese monto resultaría del aumento de la recaudación (se dispuso un fuerte incremento de los impuestos al consumo, a los sueldos y de los aportes patronales y obreros a la seguridad social), de la mejora del desempeño financiero de las empresas públicas (se ordenó un pronunciado aumento de tarifas) y de la reducción del gasto público (inversión, subsidios a las exportaciones, etc.). 
La política fiscal fue restrictiva en 1990 y 1991, pero luego comenzó a volverse crecientemente expansiva. Progresivamente cayeron algunos de las alzas tributarias dispuestas en el ajuste fiscal de 1990, mientras que hacia 1992 el gasto público empezó a expandirse por el aumento de la inversión (lo cual en parte respondió a la lógica del ciclo político-electoral) y de las transferencias a la seguridad social (las que, bajo la vigencia del nuevo régimen de reajuste de pasividades dispuesto en la Constitución Nacional, quedaron de hecho fuera del control discrecional del Poder Ejecutivo).

#### Política salarial
En lo atinente a la política salarial hacia el sector público, los reajustes de salarios continuaron siendo fijados por el Poder Ejecutivo. Sin embargo, en las empresas del Estado se firmó un acuerdo salarial (mayo de 1991) que apuntaba a alcanzar al cabo de tres años los niveles salariales de 1989. A partir de entonces, en la mayor parte de las empresas públicas se realizaron convenios laborales de larga duración que incluyeron ajustes por productividad. 
Al respecto de los salarios y sus ajustes a la productividad, el gobierno defendía que en el sector privado debían definirse a nivel de las empresas, a partir de las particularidades de estas. Esto implicaba que el Estado debía abstenerse de intervenir en temas como la citación de los Consejos de Salarios, la fijación de pautas de negociación, la homologación de los convenios e incluso de la participación del Gobierno en los Consejos. Se defendía la negociación bipartita, sin intervención del Estado.
En efecto, luego de un período de transición (1991- 1993), el gobierno dejó de participar de las negociaciones salariales del sector privado. El fundamento de esa decisión radicó en la visión del gobierno de que en el nuevo contexto de profundización de la apertura externa era conveniente dotar a las empresas de la libertad necesaria para actuar con flexibilidad en materia salarial. Así, progresivamente dejaron de convocarse los Consejos de Salarios y tampoco se homologaron los acuerdos a los que podría arribarse entre empresarios y sindicatos. Sin embargo, se mantuvo la injerencia estatal en los sectores en los que existían precios administrados (transporte de pasajeros, salud privada y distribución de leche) y en uno en el que el Estado es un gran demandante (construcción).

#### Política financiera

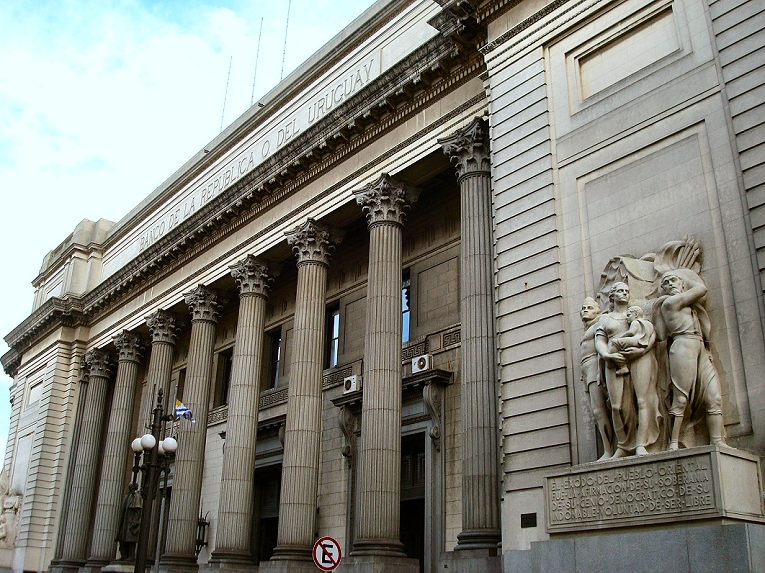
Casa Central del Banco República, Ciudad Vieja, Montevideo, Uruguay.

En materia de política financiera, se redujeron los encajes sobre los depósitos en moneda nacional y se aumentaron los correspondientes a los realizados en moneda extranjera, de modo que ambos tendieron a ubicarse en valores similares. Además de aplicarse al BROU las mismas normas de encaje que regían para la banca privada.
Con relación a la problemática del endeudamiento interno, importa señalar que en 1992 se dispusieron dos nuevas leyes de refinanciación de las deudas bancarias contraídas antes del 30/6/83 (leyes 16.243 y 16.322).
En noviembre de 1992 se aprobó la Ley de Intermediación Financiera (Ley N° 16327), que ratificó la previa Ley 15.322.
Además, se reprivatizaron, una vez saneados, dos de los bancos adquiridos por la administración anterior (Banco Comercial y el Banco Pan de Azúcar).

#### Política comercial

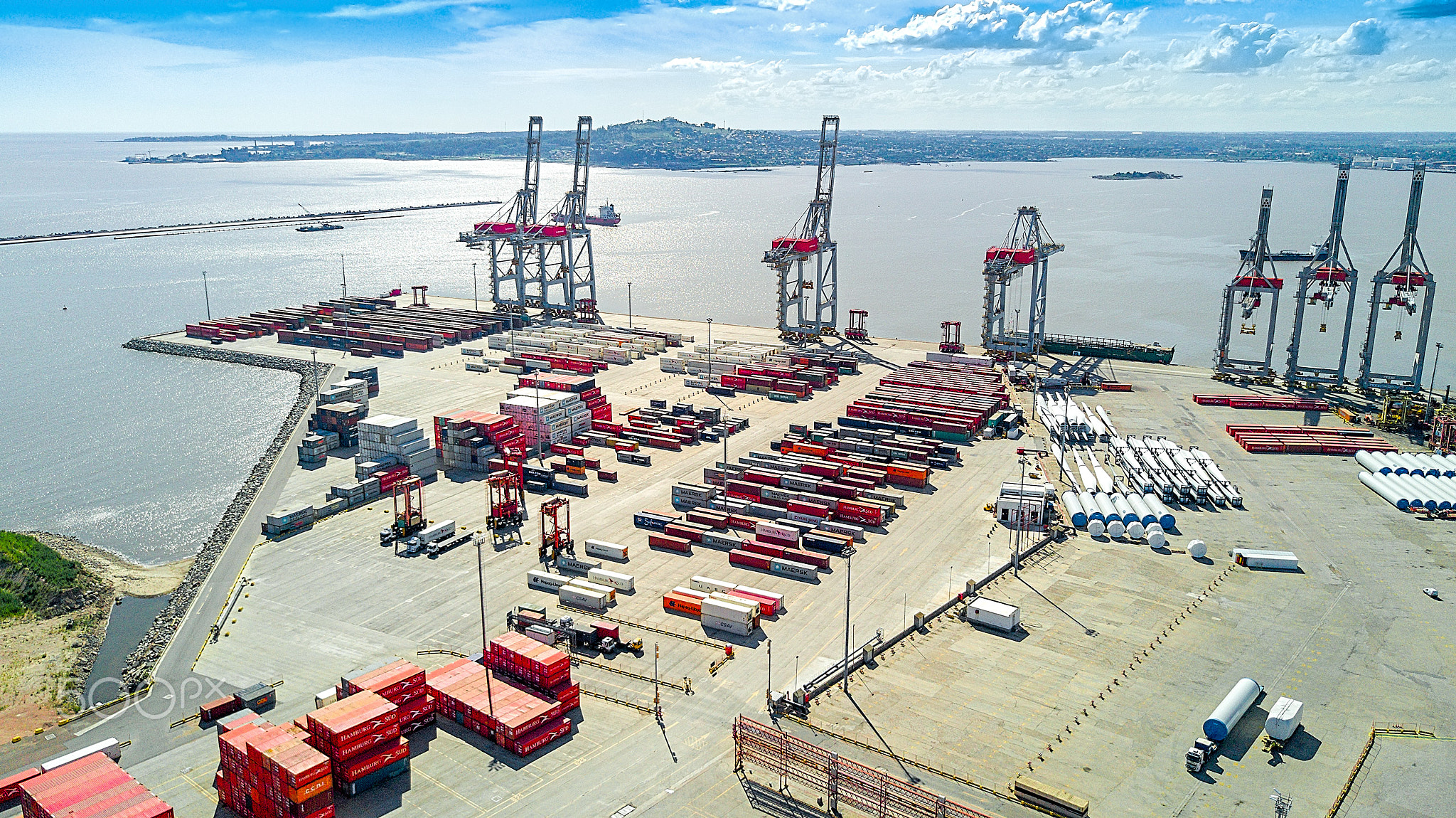
Terminal de cargas del puerto de Montevideo. (Fotografía de 2017).

La política comercial fue aperturista tanto en el ámbito regional (muy importante el rol de la apertura negociada en el Mercosur) como en ámbito multilateral (apertura unilateral al resto del Mundo).
En el ámbito de aranceles de aduana, luego de un primer movimiento al alza enmarcado en el ajuste fiscal de 1990, se redujeron fuertemente. De modo que poco antes del final del gobierno de Lacalle los aranceles se ubicaron en tres niveles (6%, 15% y 20%).
Además, se abatieron significativamente las barreras no arancelarias: se levantaron las prohibiciones a la exportación de cueros sin procesar y ganado en pie; se eliminaron casi todos los impuestos a la exportación (quedaron vigentes sólo las detracciones correspondientes a cueros crudos y con bajo grado de elaboración), y se derogaron los “precios de referencia” y la mayor parte de los precios mínimos de exportación (sólo permanecieron los correspondientes a un pequeño grupo de productos, entre los que destacan algunos textiles y el azúcar).
Para esta tarea resalta el rol de la Ley de Puertos (Ley N° 16246) del año 1992. Que determinó que las actividades que no se exigieran autorizaciones ni trámites formales y que las actividades que se cumplan en dicho puerto no implicarían modificaciones de la naturaleza de las mercaderías, entre otros.

### Deuda externa

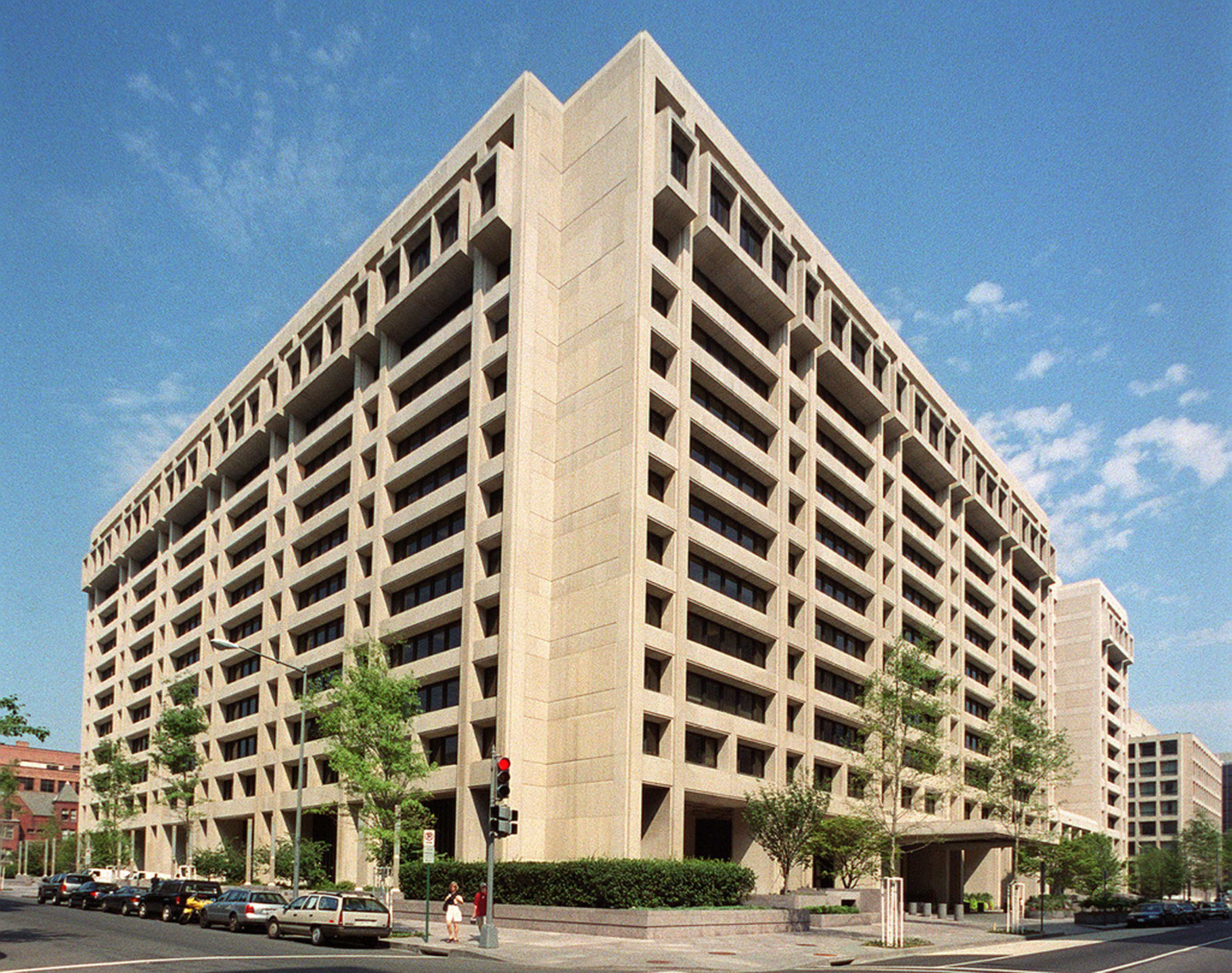
Sede central del Fondo Monetario Internacional en Washington D. C.

#### Fondo Monetario Internacional
El gobierno de Lacalle mantuvo un gran interés en aplicar las condiciones impuestas por el Fondo Monetario Internacional (FMI) en el gobierno anterior. Antes de culminar las dos primeras semanas en el gobierno, Lacalle anuncio la preparación de una nueva carta de intención con el FMI. Después del anuncio, en julio la administración de Lacalle anunció que el gobierno había firmado un acuerdo stand-by con el FMI de dieciocho meses de duración por US$150 millones. Sin embargo, el acuerdo en realidad fue firmado en diciembre, por menos dinero y con la duración de un año, aun así el acuerdo le permitó a Lacalle utilizar la condicionalidad del FMI para impulsar sus reformas.
Dicho acuerdo quedó sin efecto poco después porque el FMI consideró que, dada la cuantía de los aumentos de salarios otorgados a los funcionarios de las empresas públicas, no se alcanzarían las metas fiscales acordadas. En junio de 1992 el gobierno alcanzó un nuevo acuerdo stand-by con el FMI de un año de duración. En el resto de la gestión del gobierno de Lacalle no se realizaron nuevos entendimientos con el FMI.

#### Plan Brady
El problema de la deuda externa se plantó en Uruguay a partir de 1982, con una severa contracción, donde contribuyeron fenómenos de distintos factores, como la fuerte apreciación del dólar y la gran alza en las tasas de interés en respuesta a la política estadounidense para combatir su inflación a partir de 1980; esto llevó a que en noviembre de 1982 Uruguay abandonara su sistema cambiario, conocido como «la tablita», produciendo una crisis de solvencia.Condiciones similares afectaron a otros países latinoamericanos, por lo que en marzo de 1989 el secretario del Tesoro de George Bush, Nicholas F. Brady, lanzó un plan tendiente a facilitar una reconversión de la deuda externa de los países de la región.Cuando Luis Lacalle Herrera tomó posesión de la presidencia de Uruguay, el plan estaba en sus inicios de ejecución, solamente habiendo alcanzado sendas renegociaciones con México y Costa Rica.
El plan se basaba en que cada país deudor podía negociar con los bancos acreedores ofreciéndoles varias fórmulas para su elección, cada uno destinado a propiciar la adhesión de los acreedores.Los dos métodos de mayor importancia fueron: en primer lugar, la recompra de parte de la deuda con Uruguay, pagada con préstamos blandos a otorgarse por las entidades multilaterales —FMI, BM, BID—, con lo cual se atenuaba el impacto del reperfilamiento de las deudas sobre la liquides de los bancos; y, en segundo lugar, transformar las deudas documentadas en pagarés bancarios en obligaciones materializadas en bonos, con su principal garantizado por bonos del tesoro del gobierno federal estadounidense de la modalidad «cupón cero».Por lo que el objetivo básico de la operación consistía principalmente en el aligeramiento de la presión de la cuenta de intereses sobre la balanza de pagos de los países deudores.
Desde el momento en que Lacalle asumió la presidencia, el Subsecretario de Economía, Nicolás Herrera, y el director del Banco Central del Uruguay, Agustín de Urtubey, viajaron varias veces a Nueva York para asistir a reuniones con el comité de bancos acreedores, con el fin de renegociar la deuda en el marco del Plan Brady. El resultado de las negociaciones se formalizaron el 21 de enero de 1991 en el Edificio Libertad, donde el presidente Lacalle suscribió el acuerdo de refinanciación de las obligaciones del sector público con los bancos privados.La operación supuso también una cancelación en efectivo de parte de la deuda, para lo cual se usaron reservas internacionales por 633 millones de dólares. Al acto de formalización del acuerdo concurrieron delegados de 71 instituciones acreedoras de Uruguay, encabezados por William Rhodes, presidente del comité de bancos.
El descuento otorgado a Uruguay en la recompra al contado de la deuda uruguaya fue menor que el recibido por otros países de la región —se tuvo en cuenta la cotización de la deuda en el mercado secundario y la deuda uruguaya cotizaba en valores relativamente elevados— y, en conjunto, la operación de renegociación redujo levemente el flujo de pagos externos en concepto de intereses.